# Нижарадзе (род)
Нижара́дзе (груз. ნიჟარაძე) — грузинский княжеский род.
Фамилия происходит от слово «нижара», что в переводе с грузинского языка означает «раковина, ракушка». Впервые носители фамилии встречается в летописях с XIII века. В частности, упоминаются в книге «Сборник летописей Сванетии» и других исторических источниках.
Согласно преданию, первоначально Нижарадзе жили в Сванетии, но по какой-то причине три брата уехали оттуда: один поселился в городе Кутаиси, второй — в Аджарии, а третий — в Абхазии. «Кутаисский» Нижарадзе был приближённым к царю Баграту III. Однажды он отправился в дипломатическую миссию, в которой удачно себя проявил, за что царь наградил его большими владениями. В дальнейшем Нижарадзе увеличили свои фамильные владения, а в первой половине XVI века основали собственное княжество, в которое входили земли в Имерети, церкви, крепости, резиденции и фамильное кладбище.
В XVIII веке Нижарадзе занимали при царе высокие должности. В этом же веке, в бытность царя Соломона I, казначейством заведовал Аполлон Нижарадзе. Кация Нижарадзе управлял пекарным делом в царстве, а Ростом Нижарадзе был зятем царя Соломона II, он же был управляющим печатного дела, которое начало осваиваться в княжестве с 1800 года. Ключевые вопросы в княжестве решались при его участии. После упразднения княжества вместе с царём эмигрировал в Турцию.
Род князей Нижарадзе показан в высочайше утверждённом 6 декабря 1850 года именном посемейном списке княжеским родам Имеретии. Высочайшим повелением от 9 мая 1862 года утверждены в российском княжеском достоинстве князья Нижарадзе:
1. Дмитрий, Иосиф, Семён и Манучар Абеловичи;
2. Соломон Георгиевич;
3. Бежан Зурабович;
4. Давид Берович;
5. Николай Отиевич.